# Dharmadom
Dharmadom é uma vila no distrito de Kannur, no estado indiano de Kerala.

## Demografia
Segundo o censo de 2001, Dharmadom tinha uma população de 29,169 habitantes. Os indivíduos do sexo masculino constituem 47% da população e os do sexo feminino 53%. Dharmadom tem uma taxa de literacia de 87%, superior à média nacional de 59.5%: a literacia no sexo masculino é de 88% e no sexo feminino é de 86%. Em Dharmadom, 9% da população está abaixo dos 6 anos de idade.